# Margo Lanagan
Œuvres principales
- Sea Hearts

Margo Lanagan, née le 5 juin 1960 à Newcastle en Nouvelle-Galles du Sud, est une autrice australienne de fantastique.

## Prix et distinctions
De 2019 à 2022, elle est sélectionnée quatre années d'affilée pour le prestigieux prix suédois, le Prix commémoratif Astrid-Lindgren.

## Œuvres

### Romans

#### Sous le nom de Melanie Carter
- (en) The Cappuccino Kid, 1991

#### Sous le nom de Belinda Hayes
- (en) Star of the Show, 1991
- (en) The Girl in the Mirror, 1991

#### Sous le nom de Gilly Lockwood
- (en) Nowhere Girl, 1992
- (en) Misty Blues, 1993
- (en) On the Wildside, 1993

#### Sous le nom de Mandy McBride
- (en) Temper, Temper, 1990
- (en) New Girl, 1992
- (en) Cover Girl, 1992

#### Sous le nom de Margo Lanagan

##### SérieZeroes
Zeroes est une trilogie coécrite avec l'auteur américain Scott Westerfeld et une autre autrice australienne, Deborah Biancotti (en), destinée au public jeunes adultes. Elle relate l'histoire de six adolescents qui découvrent leurs superpouvoirs. Début 2022, la série n'est pas encore traduite en français.
1. (en) Zeroes, 2015
2. (en) Swarm, 2016
3. (en) Nexus, 2017

##### Romans indépendants
- (en) WildGame, 1991
- (en) The Tankermen, 1992
- (en) The Best Thing, 1995
- (en) Touching Earth Lightly, 1995
- (en) Walking Through Albert, 1998
- (en) Treasure-Hunters of Quentaris, 2004
- (en) The Singing Stones, 2007
- (en) Click, 2007Écrit avec Linda Sue Park, David Almond, Eoin Colfer, Roddy Doyle, Deborah Ellis, Nick Hornby, Gregory Maguire, Ruth Ozeki et Tim Wynne-Jones (en).
- (en) Tender Morsels, 2008Prix World Fantasy du meilleur roman 2009
- (en) Sea Hearts, 2012Également publié sous le titre The Brides of Rollrock Island - Prix Aurealis du meilleur roman de fantasy et du meilleur roman pour jeunes adultes 2012

### Recueils de nouvelles
- (en) White Time, 2000
- (en) Black Juice, 2005Prix World Fantasy du meilleur recueil de nouvelles 2005
- (en) Red Spikes, 2006
- (en) Yellowcake, 2011
- (en) Cracklescape, 2012